# Loboptera minor
Loboptera minor är en kackerlacksart som beskrevs av Bolivar 1898. Loboptera minor ingår i släktet Loboptera och familjen småkackerlackor.
Artens utbredningsområde är Marocko. Inga underarter finns listade i Catalogue of Life.